# Stari Banovci
Stari Banovci (en serbe cyrillique : Стари Бановци) est une localité de Serbie située dans la province autonome de Voïvodine. Elle fait partie de la municipalité de Stara Pazova dans le district de Syrmie (Srem). Au recensement de 2011, elle comptait 5 966 habitants.
Stari Banovci est officiellement classé parmi les villages de Serbie.

## Histoire
Sous l'Empire romain, une forteresse appelée Burgene existait à l'emplacement de la localité actuelle qui fut fondée au XVIe siècle. Selon le recensement turc de 1566-1567, la plupart des habitants du village étaient des Serbes. En 1756, Banovci comptait 211 foyers.
Pendant l'occupation de la région par les puissances de l'Axe, 158 habitants fut tués et 52 furent envoyés au camp de concentration de Sajmište.

## Démographie

### Évolution historique de la population
| 1948  | 1953  | 1961  | 1971  | 1981  | 1991  | 2002  | 2011  |
| ----- | ----- | ----- | ----- | ----- | ----- | ----- | ----- |
| 2 029 | 2 074 | 2 374 | 2 829 | 3 393 | 4 033 | 5 488 | 5 966 |

|  |